# Carmen Anhorn
Carmen Anhorn (* 5. August 1956 in Luzern, Schweiz) ist eine Schweizer Sängerin der Stimmlagen Sopran und Mezzosopran.

## Leben und Wirken
Carmen Anhorn studierte 1975 bis 1980 an der Musikhochschule Zürich bei Sylvia Gähwiller und Carol Smith. 1980 bis 1982 erhielt sie im Opernstudio der Bayerischen Staatsoper München Unterricht von Brigitte Fassbaender. Von 1982 bis 1988 war sie Solistin an der Bayerischen Staatsoper, zunächst als Koloratursopranistin, insbesondere als Soubrette. Ab 1985 erhielt sie weiteren Unterricht bei Leonore Kirschstein in Augsburg und trat ab 1987 vorwiegend als Mezzosopranistin auf.
Carmen Anhorn gastierte an der Hamburgischen Staatsoper, an der Deutschen Oper am Rhein, am Opernhaus Frankfurt am Main, an der Mailänder Scala, am Teatro Comunale di Firenze, am Gran Teatre del Liceu Barcelona, an der Vlaamse Opera in Antwerpen und Gent, an der Oper Nizza, am Grand Théâtre de Bordeaux, an der Volksoper Wien, am Teatro Massimo Palermo, bei den Osterfestspielen Salzburg und bei den Bayreuther Festspielen. Als Konzertsängerin trat sie unter anderem bei den Bachwochen Ansbach auf und gastierte in mehreren Ländern Europas wie Österreich, Ungarn, Spanien und Russland.
Zu ihrem Bühnenrepertoire gehören Barbarina und Cherubino in Le nozze di Figaro, Zerlina in Don Giovanni, Despina in Così fan tutte, Papagena in Die Zauberflöte, Amor in Orfeo ed Euridice, Woglinde in Das Rheingold, Musetta in La Bohème, Najade und der Komponist in Ariadne auf Naxos und Dorella in Das Liebesverbot.
Carmen Anhorn ist auf mehreren CD-Einspielungen zu hören, unter anderem mit Partien aus Elektra, Feuersnot, Pique Dame, Tiefland, Peer Gynt, Rienzi und Iphigénie en Tauride.